# Godzilla (película de 1998)
Godzilla es una película de ciencia ficción estadounidense de 1998 dirigida y coescrita por Roland Emmerich. Está protagonizada, entre otros, por Matthew Broderick, Jean Reno, Maria Pitillo, Hank Azaria, Michael Lerner y Kevin Dunn. Es la adaptación de la película japonesa Godzilla de 1954.

## Argumento
Durante los ensayos nucleares franceses en el Océano Pacífico la radición alcanza el hábitat de varias especies de lagarto y los nidos de las iguanas marinas son irradiados por la lluvia radioactiva. 30 años después, un barco frigorífico japonés que está pescando cerca de la Polinesia francesa es atacado desde abajo del agua por una criatura gigante de la cual solo se ve la punta de su cola; del ataque sólo sobrevive un marinero que logró ver a la criatura. 
El Dr. Niko "Nick" Tatopoulos (Matthew Broderick), un científico del NRC, es un investigador de la zona de exclusión de Chernobyl, Ucrania, quien está investigando los efectos mutágenos de la radiación sobre la vida silvestre en el área, pero es interrumpido por la llegada de agentes del Departamento de Estado de los Estados Unidos quienes se lo llevan de allí. Mientras tanto en un hospital de Tahití, el marinero japonés sobreviviente del ataque, quien quedó traumatizado, es interrogado por un misterioso francés (Jean Reno) quien le pregunta junto con un equipo de científicos franceses en cuanto a lo que vio. Su única respuesta es: "Gojira".
Mientras tanto Nick es enviado a Panamá y una vez ahí encuentra unas enormes huellas como de dinosaurio en la tierra; luego de investigar en Panamá, Nick y el grupo de investigación conformados por la paleontóloga la Dra. Elsie Chapman (Vicki Lewis) y su asistente el Dr. Mendel Craven (Malcolm Danare), acompañan a los militares a Jamaica, para observar los restos recuperados del barco pesquero japonés atacado, el cual tenía tres gigantescas marcas de garra en el costado hechas por la criatura. El francés también se encuentra allí, observando la escena, y se presenta como un agente de seguros. 
Tres semanas después ocurre otro ataque marítimo en el Océano Atlántico, cerca de las costas de Nueva Inglaterra, el cual termina en la eventual destrucción y hundimiento de una flota de barcos pesqueros que son jalados desde abajo del agua. Aunque por fortuna la tripulación sobrevive ilesa del ataque, el monstruo se hunde debajo de las aguas y con un gran chapoteo en la superficie. A bordo de un avión militar, el coronel Hicks es informado del nuevo ataque en el Atlántico, mientras Nick comienza a identificar las muestras de piel que recuperó de las marcas dejadas en el barco pesquero japonés y deduce que son pertenecientes a un animal "desconocido para la ciencia". Elsie cree que la criatura es un dinosaurio perdido, pero las pruebas de Nick descartan la teoría de Elsie, por los rastros de radiación y teoriza sobre sus orígenes en la Polinesia francesa, donde fue visto por primera vez, deduciendo que es un híbrido mutante producto de las docenas de ensayos nucleares y el desgaste de la tierra en ese grupo de islas por las constantes pruebas hechas hace 30 años.
La criatura entonces se dirige a la ciudad de Nueva York. Luego de crear caos en el mercado de pesca Fulton, camina a través de las calles de la ciudad destruyendo todo a su paso. La bestia se muestra como un ser gigante, un lagarto bípedo. Rápidamente toda la isla de Manhattan es evacuada de inmediato y los militares intentan encontrar y matar al monstruo, pero cuando llegan a la ciudad la criatura desaparece sin dejar rastro. El camarógrafo Víctor "Animal" Palloti (Hank Azaria), quien se encontraba en un restaurante cerca de donde pasaba la criatura junto a su esposa Lucy Palotti (Arabella Field) y su compañera de trabajo Audrey Timmonds (Maria Pitillo), logró filmarla con su cámara y también sobrevive luego de ser por poco pisoteado por está, más tarde el capitán O'Neal de las fuerzas especiales le informa al coronel Hicks que lo acompañe a ver lo que encontraron. Resulta que en el subterráneo de la Calle 23 había sido destruido por la bestia, luego se muestra un enorme agujero que lleva a la ciudad dejado por esta, entonces Hicks les ordena sellar todos los túneles del metro para que la criatura no escape de la ciudad, pero Nick por otro lado les comenta que la única forma de encontrar al monstruo no era desenterrándolo sino que la mejor opción es atraerlo con carnada. Minutos después intentan atraer a la criatura con una enorme montaña de pescado (al haberse percatado en el subterráneo de la Calle 23 de que era el alimento básico de la dieta de la criatura), sin embargo está no se presenta desde un principio como Nick pensaba, pero entonces descubre que también deben abrir la tapas de las alcantarillas para que pueda olfatear el pescado. Una vez destapadas todas la alcantarillas, esta emerge desde el suelo, Nick, quien se encontraba cerca de la alcantarilla que salió, se topa cara a cara con el monstruo. 
La criatura se acerca a la montaña de pescado, cayendo fácilmente en la trampa, e inmediatamente los militares comienzan a dispararle y esta termina por escapar del área, por lo que envían a varios helicópteros y tanques tras la bestia, pero luego esta muestra la capacidad de lanzar aliento de fuego, destruyendo dos Humvees del Ejército que lo perseguían. Luego es perseguido por cuatro helicópteros de ataque AH-64. Le disparan misiles rastreadores de calor que destruyen por accidente la parte superior del Edificio Chrysler (la criatura resultó que es de sangre fría y las armas rastreadoras de calor no la persiguen). Tras perseguirla entre los edificios, la acorralan en un edificio con un enorme agujero y los helicópteros comienzan a dispararle con todo el arsenal que tienen y creen haberla matado. Sin embargo, la criatura sorpresivamente se les aparece por detrás y derrota a sus atacantes fácilmente, para luego escapar nuevamente sin dejar rastro. 
Después del fallido ataque del ejército, Nick recoge unas muestras de sangre dejadas en el lugar de la trampa, tras lo cual se dirige a una farmacia local y compra todas la pruebas de embarazo y se topa de casualidad con su exnovia, Audrey. Nick la invita a tomar un café en su tienda de campaña, y mientras hace pruebas con las muestras de sangre que recogió de la trampa de pescado, deduce que la criatura come toneladas de pescado, es anfibio (cuando en realidad es una Reptil marino), hace madrigueras y luego las pruebas revelan de que la criatura está embarazada. En ese momento, Audrey se pone algo escéptica sobre como es posible que la criatura pueda estar embarazada cuando la misma no tiene ninguna una pareja, pero Nick deduce que posiblemente la criatura puede reproducirse asexualmente y que finalmente descubre por qué llegó a Nueva York dado que ella está anidando, Nick está decidido a buscar el nido antes de que nazcan las crías y que la criatura no solo recogía los pescados para sí misma, sino también para sus crías.
Sin embargo, la cinta del vídeo de Panamá que era información clasificada, es robada de la tienda de campaña por Audrey, para hacer despegar su frustrada carrera como reportera de televisión del canal de noticias "WIDF". Audrey originalmente estaba destinada a difundir la cinta ella misma, pero su jefe plagió el reportaje a la vez pronuncia mal "Gojira" y la bautiza como "Godzilla". Ante esta situación, los militares se molestan con Nick por la difusión de la cinta de video clasificada, lo que ocasiona que sea despedido del equipo. Más tarde Nick empaca todas sus cosas en un taxi, pero Audrey aparece intentando disculparse. Sin embargo Nick no la perdona y luego se despide de ella y se dirige al Aeropuerto Newark. Entonces el camarógrafo Animal decide seguir el taxi para intentar ayudar a Nick a entrar en razón, sin embargo Tatopoulus es secuestrado por el mismo francés con el que se había visto anteriormente y se presenta a sí mismo como el agente Philippe Roaché, de la DGSE (Dirección General de Seguridad Exterior), el "Servicio Secreto Francés". Él y su equipo han mantenido una estrecha vigilancia sobre los últimos acontecimientos y le comenta a Nick que los militares decidieron no buscar el nido de Godzilla, ya que los mismos solo están más enfocados en matarla, que en buscar su nido como Nick les había advertido previamente, aunque Nick se muestra escéptico sobre lo que le dijo Philippe. Durante el camino, se meten en una bodega del muelle sin saber que Animal los estuvo siguiendo. Philippe revela que la razón por la que lo secuestró era para que Nick los ayudara a infiltrarse en la ciudad disfrazados de militares, y poder buscar el nido antes de que sea demasiado tarde. Nick decide ayudarlos empezando a buscar en el subterráneo de la calle 23. Animal, estando al tanto de lo que pretende el equipo francés, decide contarle a Audrey lo que descubrió y también deciden ir a buscar el nido de Godzilla para que intente reivindicarse con Nick y que los militares se den cuenta de su error, al no creer la teoría a Nick de que Godzilla estaba anidando.
Los militares se preparan para atraer a Godzilla nuevamente a una trampa de pescado, esta vez tratando de atraparla en el terreno abierto en Central Park. Sin embargo Godzilla no cae en la misma trampa, ya que ella estaba anuente de lo que iba pasar, los militares se confiaron al creer que Godzilla caería dos veces en el mismo truco. Godzilla comienza a alejarse y los militares abren fuego. Godzilla se escapa esquivando los disparos y luego se sumerge en las aguas del Río Hudson, donde es atacada por tres submarinos nucleares de la Marina de los Estados Unidos. Dos torpedos son disparados a Godzilla, pero los esquiva sin problemas. Sin embargo, Godzilla guía los torpedos como represalias para golpear al submarino Anchorage y lo destruye. Los otros submarinos detectan que se dirigía de vuelta a Manhattan y deciden abrir fuego de nuevo y esta vez, Godzilla es golpeada por los torpedos y parece estar muerta. Los militares celebran su aparente victoria.
Mientras tanto, Nick y un equipo francés, dirigido por Roaché, continúan su búsqueda, sin saber que son seguidos por Audrey y el camarógrafo Animal siguen a través del túnel del Metro que había excavado Godzilla anteriormente y llegan hasta el Madison Square Garden, encontrando cientos de huevos. El equipo empieza a poner los explosivos, sin embargo le comentan a Roache que no son suficientes para destruir completamente el nido, pero de pronto los huevos eclosionan antes de tiempo. Los bebés Godzilla comienzan a salir y buscar comida. Además, como el equipo tiene olor a pescado se convierten en objetivos inevitablemente. Después de no poder contenerlos y la pérdida de varios miembros del equipo de Roaché, los cuatro que quedan (Nick, Phillipe, Animal y Audrey) se refugian en una cabina de transmisión de televisión y deciden transmitir en vivo por el noticiero para avisar a los militares (ya que Nick les comentó que estos tenían todos los noticieros encendidos). A sabiendas de que los bebés Godzillas conducirían a la extinción de la humanidad en caso de que escapen, Nick, Audrey y Animal alertan a las militares para que destruyan el edificio antes de que los bebés Godzillas escapen. El coronel Hicks inmediatamente envía tres aviones F/A-18 Hornet para destruir el edificio, posteriormente les avisan a los cuatro que los militares recibieron el mensaje, pero ahora les advierten que tienen menos de seis minutos para salir del edificio o de lo contrario morirán. Finalmente logran abrirse paso hasta llegar a la salida y alejarse del lugar antes de la destrucción del Madison Square Garden y de todas las crías de Godzilla.
Segundos después Godzilla, que logró sobrevivir al asalto en el río, surge de los escombros para descubrir muertas a sus crías, lo que la enfurece a tal grado que empieza a perseguir a Nick, Audrey, Animal y Roaché buscando venganza de lo que hicieron. Los cuatro escapan a bordo de un taxi, esquivando las pisadas de Godzilla e incluso su aliento de fuego. Mientras tanto, el sargento O'Neal y un grupo de militares que habían sido enviados por Hicks previamente a buscar el nido, sin saber que ya había sido destruido, se topan con el taxi del grupo y se percatan de la supervivencia de Godzilla. Nick, al ver a O'Neal y su escuadrón en el área le ordena a Roaché dar la vuelta y luego lanza la identificación de la matrícula del taxi a O'Neal. Después de una desesperada persecución el grupo se queda atrapado en el túnel en construcción de Park Avenue. El sargento O'Neal dedujo el truco de Nick y lo contacta por la radio de la empresa propietaria del taxi, pidiéndoles que debían llevar a Godzilla a un lugar despejado para poder matarla. Nick cree que el lugar más despejado de los edificios es un puente colgante por lo que deciden guiar a Godzilla al Puente Brooklyn. Sin embargo, como no pueden salir ya que Godzilla está en la entrada del túnel, Nick le sugiere a Roaché utilizar las luces altas del taxi para cegarla por unos instantes y logran salir del túnel. Los cuatro intentan que Godzilla los siga al Puente Brooklyn, pero misteriosamente esta desaparece sin dejar rastro.  Creyendo que la habían dejado muy atrás, el grupo llega hasta la entrada del puente cuando de repente Godzilla sale por debajo del puente y atrapa el taxi en su hocico pero, gracias a Nick que utilizó un cable de electricidad hace que esta abra la boca y el grupo acelera saliendo, pero Godzilla sube al puente y los persigue hasta que finalmente se queda atorada en los cables de suspensión de acero, volviéndose un blanco fácil para el ataque de aviones de combate. Godzilla se ve golpeada por doce misiles Harpoon y es herida mortalmente, empieza a dar gritos de dolor y cae al suelo. Nick se acerca a esta y escucha su corazón latir lentamente hasta su último aliento y entonces muere.
La multitud y los militares celebran la muerte de Godzilla. Nick, Audrey y Animal se reconcilian, pero cuando Animal quería sacar la cinta de la cámara ve que esta desapareció misteriosamente. Enseguida se preguntan dónde está Philippe, el cual segundos después llama a Nick para decirle que les devolverá la cinta después de que "determinadas informaciones" se hayan destruido y luego dice: "Au revoir" y le da las gracias a Nick por su ayuda, luego este camina en silencio con la cinta de vídeo que Animal había registrado, detallando todo el incidente y desaparece en mitad de la noche. Sin embargo, mientras que la población celebra, en las ruinas humeantes del Madison Square Garden, se revela que un huevo había sobrevivido a los bombardeos escondido en los vestidores. A medida que la película llega a la conclusión, el huevo se agita rompiéndose y Zilla sale rugiendo con furia.

## Reparto y doblaje
| Actor             | Personaje               | Doblaje España      | Doblaje México          |
| ----------------- | ----------------------- | ------------------- | ----------------------- |
| Matthew Broderick | Dr. Niko Tatopoulos     | Sergio Zamora       | Sergio Gutiérrez Coto   |
| Maria Pitillo     | Audrey Timmonds         | Nuria Mediavilla    | María Fernanda Morales  |
| Jean Reno         | Philippe Roche          | Miguel Ángel Jenner | Miguel Ángel Ghigliazza |
| Hank Azaria       | Victor "Animal" Palotti | Pedro Molina        | Juan Alfonso Carralero  |
| Kevin Dunn        | Coronel Hicks           | Juan Carlos Gustems | Humberto Solórzano      |
| Michael Lerner    | Alcalde Ebert           | Joaquín Díaz        | Sergio Barrios          |
| Harry Shearer     | Charles Caiman          | Manolo García       | Pedro D'Aguillón Jr.    |
| Arabella Field    | Lucy Palotti            | Alicia Laorden      | Laura Ayala             |
| Vicki Lewis       | Dr. Elsie Chapman       | Toni Avilés         | Magda Giner             |
| Doug Savant       | Sargento O'Neal         | Daniel García       | Ricardo Hill            |
| Malcolm Danare    | Dr. Mendel Craven       | Alberto Mieza       | Enrique Mederos         |

Créditos técnicos (España)
- Estudio de Doblaje: Sonoblok, Barcelona
- Director de Doblaje: Miguel Ángel Jenner
- Traductor: Quico Rovira-Beleta
- Grabación y mezcla de Diálogos: Guillermo Ramos
- Producción de Doblaje: Columbia TriStar Films España S.A.

Créditos técnicos (México)
- Estudio de Doblaje: Sonomex, México D.F.
- Director de Doblaje: Jesús Barrero
- Traductor: Moisés Palacios
- Producción de Doblaje: Sony Pictures Television

## Producción
TriStar Pictures garantizó los derechos de Tōhō para producir una película estadounidense de Godzilla en 1992. Uno de los principales actores de este acuerdo fue Henry G. Saperstein, que ha llevado varias películas de Godzilla a América con su United Productions of America. TriStar originalmente esperaba tener la película terminada en 1994. Sin embargo, no fue hasta mayo de 1993 que a Terry Rossio y Ted Elliott se les pidió que escribieran un guion. El guion se terminó en noviembre, pero aún TriStar no había seleccionado un director de la película.
En julio de 1994, mucho después de la originalmente anunciada fecha de lanzamiento, TriStar utilizó a Jan de Bont para dirigir la película. De Bont confesó que le gustaron las viejas películas de Godzilla, aunque dijo que muchos de los filmes de más tarde con su monstruo fueron un poco tontos. Aunque tenía la intención de mantener el humor en la imagen, De Bont también se comprometió a entregar impresionantes efectos y preservar el espíritu indomable del japonés Godzilla. De Bont reunió a un equipo y a Elliott y Rossio para reelaborar el guion para que hacerlo más a su gusto. La revisión final del guion estuvo lista en diciembre de 1994.
Después de que Industrial Light and Magic fue rechazado en el proyecto Godzilla, en octubre de 1994 se anunció que Stan Winston's Digital Domain haría los efectos para Godzilla, con gastos reportados de $50 millones. El film entero tuvo un costo estimado de $120 millones.

## Secuelas y adaptaciones
El film inspiró una serie animada que continúa la trama de la película. En esta serie, Nick Tatapolous accidentalmente descubre el huevo que sobrevivió a la destrucción del nido. La criatura reconoce a Nick como su padre. Consecuentemente, Nick y sus asociados forman un equipo de investigación, investigando hechos extraños y defendiendo a la humanidad de otros numerosos monstruos.
Conflictos de licencia con Toho provocaron que se cancelara la secuela planeada porque podría ser un reinicio de la película estadounidense. Roland Emmerich dirigiría The Patriot.
Inicialmente en la película Godzilla, Mothra, King Ghidorah: Daikaijū Sōkōgeki, uno de los personajes principales hace una lectura a los más importantes oficiales militares japoneses y uno de los soldados hace referencia al ataque de un monstruo en Nueva York, refiriéndose a los eventos del film de 1998. Otro soldado dice que los estadounidenses habían creído que este era Godzilla, pero los japoneses tenían dudas al respecto.
Una nueva versión de la criatura apareció en la película Godzilla: Final Wars en la que aparece como uno de los kaiju al quien una raza alienígena llamada Xiliens lava el cerebro para atacar al mundo, en su caso debía acabar con Sídney. Esta versión de la criatura tiene un diseño diferente, es más agresiva y fue oficialmente llamada Zilla. La criatura usa su aliento atómico cuando arrasa con todo pero no se sabe si este es el mismo aliento de huracán de la película de 1998 o si, según rumores, un aliento de fuego ácido. Zilla también aparentemente devoró dos personas durante su ataque, algo que muy pocos kaiju hicieron.
Cuando Godzilla arriba en Sídney, los Xiliens enfrentan a Zilla para pelear con él. Después de un intercambio de rugidos, Zilla ataca, saltando sobre el primer disparo del aliento atómico de Godzilla. Godzilla, mientras tanto, da un coletazo enviando a Zilla dentro de la Sídney Opera House. Sin desperdiciar una oportunidad, Godzilla dispara su aliento atómico y destruye la Opera House, matando a Zilla.

## Banda sonora
La banda sonora de Godzilla fue lanzada en marzo de 1998 e incluye una selección de Rock alternativo y R&B. Varias canciones en la banda sonora fueron tomas descartadas inéditas previamente y restos que habían permanecido inéditos hasta su inclusión en el álbum Godzilla.
- La lista de temas es la siguiente:

| Godzilla: The Album |                                   |                                           |          |  |
| N.º                 | Título                            | Artista                                   | Duración |  |
| 1.                  | «Heroes»                          | The Wallflowers                           | 3:56     |  |
| 2.                  | «Come with Me»                    | Puff Daddy con colaboración de Jimmy Page | 6:06     |  |
| 3.                  | «Deeper Underground»              | Jamiroquai                                | 4:42     |  |
| 4.                  | «No Shelter»                      | Rage Against the Machine                  | 4:03     |  |
| 5.                  | «Air»                             | Ben Folds Five                            | 3:20     |  |
| 6.                  | «Running Knees»                   | Days of the New                           | 3:41     |  |
| 7.                  | «Macy Day Parade»                 | Michael Penn                              | 4:18     |  |
| 8.                  | «Walk the Sky»                    | Fuel                                      | 3:17     |  |
| 9.                  | «A320»                            | Foo Fighters                              | 5:44     |  |
| 10.                 | «Brain Stew» (The Godzilla Remix) | Green Day                                 | 3:57     |  |
| 11.                 | «Untitled»                        | Silverchair                               | 3:31     |  |
| 12.                 | «Out There»                       | Fuzzbubble                                | 2:48     |  |
| 13.                 | «Undercover»                      | Joey DeLuxe                               | 5:11     |  |
| 14.                 | «Opening Titles»                  | David Arnold                              | 2:42     |  |
| 15.                 | «Looking for Clues»               | David Arnold                              | 1:48     |  |
| 59:04               |                                   |                                           |          |  |

## Campaña publicitaria
La campaña de marketing para Godzilla fue diversa en su publicación:
- Autos aplastados se colocaron por todo Londres como parte de una campaña publicitaria de guerrilla.

- En el mes antes de su estreno, propagandas en las calles hacían referencias al tamaño de Godzilla en comparación con el mismo medio en el que estaban.
  - Ejemplos: "Su pie es más grande que éste autobús", "Su ojo es más grande que éste cartel" etc.

- Antes del estreno de la película, Godzilla nunca fue mostrado en su totalidad, sólo en parte. Esto fue con la intención de añadir un poco de misterio al diseño de la criatura, lo que hacía al público pedir un boleto, porque la única manera de ver a Godzilla completo fue en los cines. Roland Emmerich y Dean Devlin insistieron en que se tomen medidas para mantener la nueva imagen de Godzilla en secreto, antes de su estreno. Cuando las imágenes se filtraron en Internet, Sony Pictures insistió en que era parte de una campaña masiva de desinformación diseñada para mantener a la gente desinformada acerca de cómo se veía Godzilla. En última instancia, sin embargo, los dibujos distribuidos demostraron ser auténticos.

- KB Toys se llamó a sí mismo "Cuartel general de Godzilla" alrededor de la época del estreno del film.

- Taco Bell hacía propagandas tales como tazas y juguetes que promovían la película. El chihuahua de Taco Bell estuvo también en la cumbre de su popularidad en los comerciales de Taco Bell. Durante el verano de 1998, varios comerciales que vinculaban a Godzilla con la mascota de Taco Bell se produjeron y salieron al aire, incluyendo varios con el chihuahua tratando de meter a Godzilla en una pequeña caja, silbando y llamando, "Aquí, lagarto, lagarto, lagarto". Cuando Godzilla aparece, el chihuahua dice "Oh-oh. Creo que necesito una caja más grande."

- El primer tráiler de la película comenzó a aparecer en los cines un año antes del estreno de la película. El tráiler presentó una imagen del pie de Godzilla a través del techo de un museo aplastando el esqueleto de un T. rex cuando un guía da una conferencia diciendo que el T. rex es uno de los mayores depredadores que el mundo ha visto jamás. La especie de lagarto del cual mutó Godzilla se puede ver en una vitrina.

- Otra publicidad aparecida en Año Nuevo estaba destinada a parecerse a la cuenta regresiva y la caída de la bola de Times Square en la ciudad de Nueva York. Cuando la cuenta regresiva se acerca a su término, la bola se sale fuera de su mecanismo gracias a Godzilla, que pasa cerca de la multitud silenciosa y aturdida.

- Recientemente, el Godzilla estadounidense apareció en dos comerciales de Doritos. La escena de la "trampa de peces" fue editada para reemplazar el pescado con grandes cantidades de chips Doritos: el comercial representa el consumo de Godzilla de un remolque lleno de Doritos, mientras que el otro mostró a la criatura comiendo una variante picante de Doritos y saltando en el Río Hudson.

## Datos y reacción crítica
Godzilla fue inicialmente proyectado para ganar $90.000.000 en las ventas nacionales durante el fin de semana de su apertura, para superar el récord establecido el año anterior por The Lost World: Jurassic Park. Las ventas de apertura de fin de semana dieron una respetable cantidad de $44.000.000, pero claramente no coincidieron con el estudio previo. Godzilla irrumpió incluso en el mercado de los EE. UU., ganando $136.314.294 en la taquilla doméstica. Las ventas en el extranjero, en última instancia, beneficiaron a la película, con lo que en el mundo ganó un total de $379.014.294.
El alcalde de la ciudad de Nueva York se llama Ebert, y su asesor se llama Genes, una referencia al famoso dúo crítico de películas de televisión Siskel y Ebert. Ambos tienen un fuerte parecido físico a los críticos de la vida real. Se trata de un intento de expresar el descontento por los comentarios negativos que Siskel y Ebert han dado a los productores películas anteriores. Aunque Roger Ebert fue halagado en la parodia, Godzilla le dio una mala imagen de todos modos. Gene Siskel, sin embargo, encuentra a la parodia "pequeña", también dándole una imagen negativa, la película posee un 15% en Rotten Tomatoes.
Fanes del film y la franquicia original consideraron a la película como apócrifa ya que en Toho Studios oficialmente llamaron al monstruo del título "Zilla". Posteriormente, en el film Godzilla: Final Wars de Toho, es presentado formalmente como Zilla, un kaiju diferente a Godzilla al que éste derrota en un fugaz e irrelevante enfrentamiento en Sydney durante su viaje a Tokio.

## Fechas de estreno mundial
| País                                                                          | Fecha de estreno                   |
| ----------------------------------------------------------------------------- | ---------------------------------- |
| Alemania                                                                      | Jueves 10 de septiembre de 1998    |
| Argentina                                                                     | Jueves 16 de julio de 1998         |
| Australia                                                                     | Jueves 11 de junio de 1998         |
| Austria                                                                       | Viernes 11 de septiembre de 1998   |
| Bélgica                                                                       | Miércoles 16 de septiembre de 1998 |
| Belice · Costa Rica · El Salvador · Guatemala · Honduras · Nicaragua · Panamá | Viernes 31 de julio de 1998        |
| Bolivia                                                                       | Martes 14 de julio de 1998         |
| Brasil                                                                        | Viernes 17 de julio de 1998        |
| Bulgaria                                                                      | Viernes 18 de septiembre de 1998   |
| Chile                                                                         | Jueves 16 de julio de 1998         |
| Colombia                                                                      | Viernes 17 de julio de 1998        |
| Corea del Sur                                                                 | Sábado 27 de junio de 1998         |
| Croacia                                                                       | Jueves 17 de septiembre de 1998    |
| Dinamarca                                                                     | Viernes 11 de septiembre de 1998   |
| Ecuador                                                                       | Viernes 24 de julio de 1998        |
| Egipto                                                                        | Miércoles 7 de octubre de 1998     |
| Emiratos Árabes Unidos                                                        | Miércoles 19 de agosto de 1998     |
| Eslovenia                                                                     | Jueves 10 de septiembre de 1998    |
| España                                                                        | Viernes 28 de agosto de 1998       |
| Estados Unidos · Canadá                                                       | Miércoles 20 de mayo de 1998       |
| Estonia                                                                       | Viernes 17 de julio de 1998        |
| Filipinas                                                                     | Miércoles 8 de julio de 1998       |
| Finlandia                                                                     | Viernes 11 de septiembre de 1998   |
| Francia                                                                       | Miércoles 16 de septiembre de 1998 |
| Grecia                                                                        | Viernes 18 de septiembre de 1998   |
| Hong Kong                                                                     | Jueves 18 de junio de 1998         |
| Hungría                                                                       | Jueves 27 de agosto de 1998        |
| India                                                                         | Viernes 7 de agosto de 1998        |

| País                         | Fecha de estreno                  |
| ---------------------------- | --------------------------------- |
| Indonesia                    | Miércoles 8 de julio de 1998      |
| Islandia                     | Viernes 21 de agosto de 1998      |
| Israel                       | Jueves 6 de agosto de 1998        |
| Italia                       | Viernes 4 de septiembre de 1998   |
| Jamaica                      | Miércoles 1 de julio de 1998      |
| Japón                        | Sábado 11 de julio de 1998        |
| Letonia                      | Viernes 26 de junio de 1998       |
| Líbano                       | Viernes 14 de agosto de 1998      |
| Lituania                     | Viernes 19 de junio de 1998       |
| Malasia                      | Jueves 25 de junio de 1998        |
| México                       | Viernes 17 de julio de 1998       |
| Noruega                      | Viernes 18 de septiembre de 1998  |
| Nueva Zelanda                | Jueves 18 de junio de 1998        |
| Países Bajos                 | Jueves 1 de octubre de 1998       |
| Perú                         | Viernes 24 de julio de 1998       |
| Polonia                      | Viernes 28 de agosto de 1998      |
| Portugal                     | Viernes 25 de septiembre de 1998  |
| Reino Unido Irlanda          | Viernes 17 de julio de 1998       |
| República Checa · Eslovaquia | Jueves 17 de septiembre de 1998   |
| República Dominicana         | Jueves 2 de julio de 1998         |
| Rumania                      | Viernes 28 de agosto de 1998      |
| Rusia                        | Viernes 19 de junio de 1998       |
| Serbia y Montenegro          | Jueves 27 de agosto de 1998       |
| Singapur                     | Jueves 4 de junio de 1998         |
| Sudáfrica                    | Viernes 3 de julio de 1998        |
| Suecia                       | Viernes 25 de septiembre de 1998  |
| Suiza                        | Miércoles 9 de septiembre de 1998 |
| Tailandia                    | Viernes 17 de julio de 1998       |
| Taiwán                       | Sábado 20 de junio de 1998        |
| Turquía                      | Viernes 18 de septiembre de 1998  |
| Uruguay                      | Viernes 3 de julio de 1998        |
| Venezuela                    | Miércoles 15 de julio de 1998     |